# Biosfeerreservaat El Pinacate y Gran Desierto de Altar
Het biosfeerreservaat El Pinacate y Gran Desierto de Altar (Spaans: Reserva de la Biosfera El Pinacate y Gran Desierto de Altar) is een biosfeerreservaat in Mexico, in de staat Sonora bij Puerto Peñasco en San Luis Río Colorado. Het 7.146 km² grote reservaat gelegen in de Sonorawoestijn werd op 10 juni 1993 geopend. Het wordt beheerd door de Mexicaanse federale overheid, met name het Secretaría de Medio Ambiente y Recursos Naturales, en de Tohono O'odham, een natie van indianen.
In 2013 tijdens de 37e sessie van de Commissie voor het Werelderfgoed werd het biosfeerreservaat El Pinacate y Gran Desierto de Altar toegevoegd aan de UNESCO werelderfgoedlijst.
Agavelandschap en oude industriële faciliteiten van Tequila · Hydraulisch systeem van het aquaduct van Padre Tembleque · Oude Mayastad en beschermde tropische regenwouden van Calakmul, Campeche · Historische versterkte stad Campeche · Precolumbiaanse stad Chichén Itzá · Centrale Universiteitsstadscampus van de Nationale Autonome Universiteit van Mexico · Biosfeerreservaat El Pinacate y Gran Desierto de Altar · El Camino Real de Tierra Adentro · Precolumbiaanse stad El Tajín · Franciscaanse missieposten in de Sierra Gorda van Queretaro  · Historische stad Guanajuato en aangrenzende mijnen · Hospicio Cabañas, Guadalajara · Eilanden en beschermde gebieden in de Golf van Californië · Luis Barragánhuis en -studio · Historisch Centrum van Mexico-Stad en Xochimilco · Vroeg-16e-eeuwse kloosters op de hellingen van de Popocatépetl · Historisch centrum van Morelia · Historisch centrum van Oaxaca en Monte Albán · Precolumbiaanse stad en nationaal park Palenque · Archeologische zone van Paquimé, Casas Grandes · Historisch centrum van Puebla · Historische monumentenzone van Querétaro · Revillagigedo-archipel · Biosfeerreservaat van de monarchvlinder · Rotstekeningen van de Sierra de San Francisco · Beschermde stad San Miguel en het Heiligdom van Jesús de Nazareno de Atotonilco · Sian Ka'an · Precolumbiaanse stad Teotihuacan · Historische monumentenzone van Tlacotalpan · Precolumbiaanse stad Uxmal · Walvisreservaat van El Vizcaíno · Archeologische monumentenzone van Xochicalco · Historisch centrum van Zacatecas · Tehuacán-Cuicatlánvallei: oorspronkelijke habitat van Mesoamerika